# Карликов, Вячеслав Александрович
Вячеслав Александрович Карликов (15 (27) декабря 1871, Сырдарьинская область — 17 октября 1937, Бутовский полигон, Москва) — российский военачальник, генерал-лейтенант (1919). Герой Первой мировой войны, участник Гражданской войны

## Биография
Из дворян Сырдарьинской области. В 1889 году окончил Оренбургский Неплюевский кадетский корпус, а в 1889 году Константиновское военное училище с отличием по 1-му разряду. В 1881 году выпущен был подпоручиком в 3-й Туркестанский стрелковый батальон.
В 1894 году произведён в поручики. В 1898 году после окончания Николаевской военной академии по 1-му разряду был произведён в штабс-капитаны, с назначением старшим адъютантом штаба войск Южно-Уссурийского отдела. В 1900 году произведён в капитаны с назначением старшим адъютантом штаба 1-го Сибирского армейского корпуса. Участник подавления Боксёрского восстания в Китае.
С 1902 года отбывал цензовое командование ротой в 23-м Восточно-Сибирском стрелковом полку. С 1903 года назначен столоначальником 1-го стола 5-го отдела Главного штаба. В 1904 году произведён в подполковники. С 1906 года был назначен помощником, а с 1907 года делопроизводителя Азиатского отдела Главного штаба. В 1908 году произведён в полковники.

## Первая мировая война
Участник Первой мировой войны с 1914 года, командир Ларго-Кагульского 191-го пехотного полка. 24 февраля 1915 года за храбрость был награждён Георгиевским оружием:
за то, что 12 августа 1914 года при местечке Монастыржиска, по получении известий о наступлении противника, по собственному почину выслал боевую часть для прекрытия и поддержки отступающих частей соседней дивизии, но получивши приказание наступать, смело энергично атаковал противника, причём выбор направления был настолько удачный, что правый фланг охватил левый флаг австрийцев, чем заставил врага быстро очистить позиции и в беспорядке отступить
.
24 апреля 1915 года за храбрость был награждён орденом Святого Георгия 4-й степени:
за то, что 10 декабря 1914 года начальствовал левой колонной, которая переправлялась через реку Ясиолку, овладел укреплённой позицией на левом берегу, 14 декабря выбил противника из села Кремпа, 15 декабря сбил противника с правого берега реки Ясиолки, причём были взяты пулемёт и пленные
.
В 1915 году произведён в генерал-майоры, с назначением командиром 2-й бригады 48-й пехотной дивизии и исполнял обязанности командира этой дивизии. С 1916 года был начальником штаба 3-й гренадёрской дивизии, 25-го армейского корпуса. С 1916 года был начальником 125-й пехотной дивизии.

## Гражданская война
С началом Гражданской войны был назначен начальником штаба Оренбургского военного округа. С 13 июня 1918 года был командующим Поволжским районом и Ташкентским фронтом войск генерала А. И. Дутова.
20 июля 1918 года Карликов был награждён «Лентой Отличия» Оренбургского казачьего войска:
за выдающееся управление им частями войска, самоотверженность и мужество, проявленное им в боях с большевиками
.
С 20 августа 1918 года директор Оренбургского Неплюевского кадетского корпуса. В 1919 году произведён в генерал-лейтенанты, с назначением помощником военного министра по общей части.
В январе 1920 года арестован большевиками, и приговорён к условному сроку заключения, затем амнистирован.
С 1920 года служил в РККА, сначала в распоряжении штаба Западно-Сибирского военного округа, затем в распоряжении Всероглавштаба. В 1921 году был старшим инспектором при Центровсеобуче. В 1921 году помощник начальника Отдела военной допризывной подготовки.
В 1930-х годах жил в Москве, работал статистиком на ткацкой фабрике. Арестован НКВД СССР 17 сентября 1937 года, расстрелян на Бутовском полигоне в Москве. Реабилитирован в 1957 году.

## Награды
- Орден Святого Станислава 3-й степени (1896 год);
- Орден Святой Анны 3-й степени (1898 год);
- Орден Святой Анны 4-й степени «За храбрость» (1894 год);
- Орден Святого Владимира 4-й степени с мечами и бантом (1901 год).
- Орден Святого Станислава 2-й степени с мечами (1906 год);
- Орден Святой Анны 2-й степени с мечами (1907 год);
- Орден Святого Владимира 3-й степени (1910 год, мечи к сему ордену в 1914 году);
- Георгиевское оружие (ВП 24.2.1915);
- Орден Святого Георгия 4-й степени (ВП 24.4.1915);
- Орден Святой Анны 1-й степени с мечами (1916 год);

Награды Белого движения:
- «Лента Отличия» Оренбургского казачьего войска (20.7.1918 год).